# Hera Hilmar
Hera Hilmarsdóttir (født 27. december 1988 i Island) er en islandsk skuespillerinde, der er kendt for at have spillet Vanessa i tv-serien Da Vincis Demons. I film ses hun i Life in a Fishbowl og Mortal Engines.

## Tidligt liv
Hera Hilmar voksede op på med sin fotografmor som enlig forælder.

## Filmografi

### Film
| År   | Titel                 | Rolle       | Noter |
| ---- | --------------------- | ----------- | ----- |
| 2012 | Anna Karenina         | Varya       |       |
| 2017 | An Ottoman Lieutenant | Lillie Rowe |       |
| 2018 | The Ashram            | Sophie      |       |
| 2018 | Mortal Engines        | Hester Shaw |       |
| 2020 | Óskin                 | Halla       |       |
| 2020 | Last Dance            |             |       |
|      | Svar við bréfi Helgu  |             |       |

### Tv-serier
| År   | Titel         | Rolle  | Noter |
| ---- | ------------- | ------ | ----- |
| 2018 | The Romanoffs | Ondine |       |
| 2019 | See           | Maghra |       |